# Storåsen
Storåsen este o arie protejată (arie specială de conservare — SAC, sit de importanță comunitară — SCI) din Suedia întinsă pe o suprafață de 1.053,5 ha, integral pe uscat.

## Localizare
Centrul sitului Storåsen este situat la coordonatele 62°20′17″N 13°22′27″E / 62.3381°N 13.3742°E.

## Înființare
Situl Storåsen a fost declarat sit de importanță comunitară în ianuarie 1997 pentru a proteja 2 specii de animale. Situl a fost protejat și ca arie specială de conservare în decembrie 2009.

## Biodiversitate
Situată în ecoregiunea alpină, aria protejată conține 8 habitate naturale: Izvoare fino-scandinave și mlaștini produse de izvoare bogate în minerale, Pășuni din zone de pădure fino-scandinave, Mlaștini turboase de tranziție și turbării mișcătoare, Turbării Aapa, Pajiști alpine și boreale, Mlaștini împădurite, Taiga vestică, Lacuri și iazuri distrofice naturale.
La baza desemnării sitului se află mai multe specii protejate de  mamifere (2): gluton (Gulo gulo), râs eurasiatic (Lynx lynx).